# Aumur
Aumur är en kommun i departementet Jura i regionen Bourgogne-Franche-Comté i östra Frankrike. Kommunen ligger i kantonen Chemin som tillhör arrondissementet Dole. År 2022 hade Aumur 389 invånare.

## Befolkningsutveckling
Antalet invånare i kommunen Aumur
Referens:INSEE